# Bornemisza Pál (püspök)
Bornemisza Pál, más írásmóddal Bornemissza Pál, más néven Abstemius Pál (Pécs, 1499. január 10. – Nyitra, 1579. december 14.) erdélyi és nyitrai püspök

## Élete
Pécsi polgári családból származott, majd 1526-ban nemesi címet kapott. Fiatal korában Várdai Mihály pártfogolta, így tanulhatott Bolognában.
Budai prépost és királyi tanácsos volt. Ő dolgozta ki a szlavón harmincadok és adóigazgatás reformját, majd 1538-ban a szlavón jövedelem kezelője lett. 1549-től veszprémi püspök volt. 1553-ban I. Ferdinánd erdélyi püspökké nevezte ki, az erdélyi katolikus rendek kívánsága ellenében. 1556-ban János Zsigmond visszatérésekor távoznia kellett Erdélyből, korabeli tudósítás szerint „szépszerével kitessékelték”. Gyaluból 1556. június 11-én távozott és a nyitrai püspökség kormányzását vette át. 1558-ban egyházmegyéje papságát összehívta Nyitrára, ahol elődje, Sánkfalvay Antal által 1494-ben tartott nyitrai zsinat határozatait megerősítette, kibővítette és kihirdette; 1560-ban pedig előszóval ellátva Statuta synodalie ecclesiae Nitriensis anni 1494. cím alatt Bécsben kinyomatta.

## Művei
- Kéziratban: De proventibus Reg. in Transsylvania, juxta revisionem et inquisitionem per S. C. R. Majest. consiliarios Paulum Bornemisza et Georgium Wernherum facta relatio mense martio et aprili a. 1552. cum multis instructionibus eo pertinentibus cz. a M. Nyelvmivelő Társaság Munkálataiban (Szeben, 1796. I. 192. l.) említtetik. Missaleját, mely 1480-ban Veronában készült és így a legrégibb magyar misekönyv, a nyitrai székesegyház könyvtára őrzi.

- Várdai Ferenc temetésére In funere... Francisci Vardaei című beszédet írt 1526-ban.[1]